# Rainy River (Winnipeg River)
Der Rainy River (französisch Rivière à la Pluie) ist ein rund 140 Kilometer langer Fluss, der einen Teil der Grenze zwischen den Vereinigten Staaten und Kanada bildet und so den US-Bundesstaat Minnesota von der kanadischen Provinz Ontario trennt. 

## Verlauf
Der Fluss hat seinen Ursprung im Rainy Lake (frz.: Lac à la Pluie), den er an dessen Westseite in westnordwestlicher Richtung verlässt.
Der Fluss wird von zwei Grenzbrücken überquert, der Baudette-Rainy River International Bridge zwischen Baudette und Rainy River – diese Stadt ist nach dem Fluss benannt – sowie der Fort Frances–International Falls International Bridge zwischen International Falls, Minnesota, und Fort Frances, Ontario – hier wird auch mit Wasserkraft elektrischer Strom gewonnen. Auf der kanadischen Seite folgt seit 1901 die heute zu Canadian National gehörende Ontario and Rainy River Railway dem Fluss. Etwa 19 Kilometer nordwestlich von Baudette mündet der Fluss an dessen südlichem Ende in den Lake of the Woods.
Das Einzugsgebiet des Flusses reicht ostwärts bis zu den Höhen des Landes, etwa 100 Kilometer westlich des Oberen Sees, wo sich einst die südöstliche Ecke des 1670 an die Hudson’s Bay Company abgetretenen Landes befand. Der Fluss führt sein Wasser schließlich über den Winnipeg River, Lake Winnipeg und den Nelson River zur Hudson Bay.

## Wasserkraftwerk
Das Fort Frances-Wasserkraftwerk besitzt acht Turbinen, deren gekoppelte Generatoren eine Gesamtleistung von 12,8 MW liefern. Es liegt vier Kilometer vom Abfluss aus dem Rainy Lake entfernt und wird von AbitibiBowater betrieben.